# Tippecanoe (rivière)
Pour les articles homonymes, voir Tippecanoe.
 (janvier 2016).
Si vous disposez d'ouvrages ou d'articles de référence ou si vous connaissez des sites web de qualité traitant du thème abordé ici, merci de compléter l'article en donnant les références utiles à sa vérifiabilité et en les liant à la section « Notes et références ».
La rivière Tippecanoe est une rivière qui coule dans l'État de l'Indiana aux États-Unis, et un affluent de la Wabash, donc un sous-affluent du fleuve Mississippi, par l'Ohio.

## Étymologie
Son nom, d'origine amérindienne, était "Kethtippecanoogi" et lui fut donné par la tribu des Miamis.

## Géographie

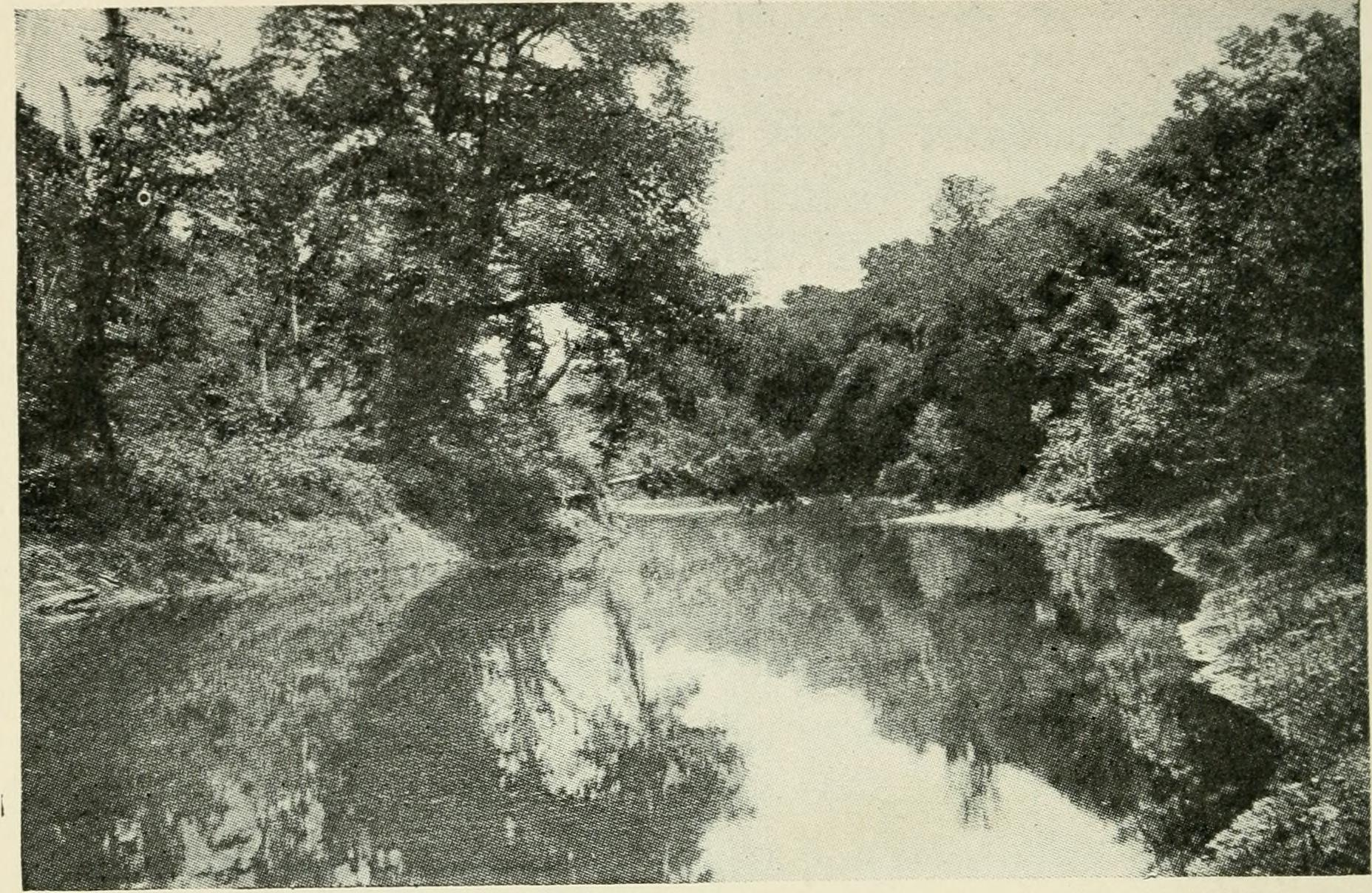

La rivière Tippecanoe est un émissaire du lac Tippecanoe dont elle reçoit les eaux, dans le Comté de Kosciusko.
Son cours mesure 362 kilomètres avant de se jeter dans la rivière Wabash près de la ville de Lafayette.
Au cours de son trajet, la rivière reçoit les eaux de 88 lacs ainsi que de très nombreux cours d'eau.
La rivière Tippecanoe traverse elle-même quatorze comtés de l'Indiana. Son bassin fluvial couvre une superficie d'environ 5 042 km2 .
C'est le long de cette rivière qu'eut lieu la Bataille de Tippecanoe. Cette bataille fut une victoire décisive des forces des États-Unis conduites par le gouverneur du Territoire de l'Indiana, futur président des États-Unis William Henry Harrison sur les forces de la confédération de l'indien Tecumseh le 7 novembre 1811. Cette bataille a donné son nom à la ville de Battle Ground près de laquelle la rivière se jette dans la rivière Wabash.